# Отношения между Русия и Тунис

## Руско-тунийски отношения
Тунис признава Руската федерация за независима и суверенна на 25 декември 1991 година. Първата среща на държавните глави на двете държави се състои през 2000 г., в Ню Йорк, в рамките на срещата „Върха на хилядолетието“. Работните отношения на министрите на външните работи на двете страни, в Русия през 2001 г., в Тунис през 2002 г., са първите двустранни отношения между тях. През 2005 г., в рамките на работното си посещение в страните от „Магреба“, руския министър на външните работи, Сергей Лавров, посещава Тунис. Министърът на външните работи на Тунис пристига в Москва на работна среща през 2008 г. Между двете страни има редовни делегации, на различни равнища на отдели и министерства.

### Търговско-икономически отношения
През 1993 г. е подписано спорозумение между Русия и Тунис за търговско-икономическо и научно-техническо сътрудничество; създава се Руско-тунизийска междуправителствана комисия за търговско-икономическо и научно-технически сътрудничество.
През 2008 г. Тунис е домакин на третата среща на междуправителстваната комисия. През 2006 г. е създаден руско-тунизийски бизнес съвет.
През 2008 г. стокообменът между Тунис и Русия, се е увеличил два пъти в сравнение с 2007 г. и е в размер на 1,6 млрд. долара, а това се дължи главно на износа на петролни продукти, сяра и амоняк, в Тунис.
През септември 2023 г. Русия и Тунис подписват двустранно сътрудничество, като технологии и гражданска ядрена енергетика.

### Отношения в областта на здравето
Отношенията между двете страни в здравния сектор са регулирани от споразумението относно процедурата за изпращане на руски медицински персонал в Тунис, подписано през 1998 г., и междуведомствени споразумения за сътрудничество в областта на здравеопазването, одобрени през 2003. В държавните лечебни заведения на Тунис, работят около 40 лекари от Русия.

### Отношения в сферата на образованието
В рамките на сътрудничеството в областта на висшето образование, между двете страни има редовен обмен на студенти. През 2008 г., в руски висши учебни заведения има 111 студенти, с руски държавни стипендии на договорни основи между Русия и Тунис. В ислямския университет „Зейтуна“, разположен в Тунис, има на обучение студенти от република Дагестан. Официално се преподава на руски език в 16 града на Тунис. В Тунис действа „Асоциацията на випускници завършили съветски и руски ВУЗ-ове“, и техния брой е около 2000 души.

### Отношения в областта на културата и спорта
Постоянно се осъществява обмен на отбори и спортисти от различни спортове като футбол, баскетбол, хандбал, ръгби и бокс. През 2000 г., в няколко тунизийски града, протича руска културна седмица. През 2008 г. се състои седмица на културата на Татарстан, в Тунис.

### Отношения в областта на туризма
Междуправителствено споразумение за сътрудничество в областта на туризма е подписано през 1998 година. През 2008 г. броят на руснаците, които посещават Тунис, в качеството си на туристи, достига 180 хиляди. Към днешна дата, за руските туристи, които пътуват до Тунис, е валидна безвизова система.